# Porsche C88
În 1994, Porsche a prezentat, pentru piața chineză, conceptul C88, o mașini de familie, de clasă mică. Mașina ar fi trebuit să coste doar 6.000 de dolari, ceea ce elimină din start orice legătură cu ceea ce reprezintă Porsche pentru toată lumea. Conceptul low-cost, prezentat în 1994, a fost realizat în doar 4 luni de zile la studioul de design Porsche din Weissach . 
Din păcate (sau din fericire, pentru fanii Porsche), mașina nu a depășit stadiul de show-car, la Salonul Auto de la Beijing în 1994, deoarece guvernul chinez nu a acceptat ca Porsche să construiască independent mașini pentru piața chineză - orice constructor din afara Chinei este obligat să facă un joint-venture cu o firmă auto chineză.
Originea denumirii lui Porsche C88 este foarte simplă: "C" vine de la China, iar "88" este considerat un număr foarte norocos în Asia.